# 金閣寺 (小説)
『金閣寺』（きんかくじ）は、三島由紀夫の長編小説。三島の最も成功した代表作というだけでなく、近代日本文学を代表する傑作の一つと見なされ、海外でも評価が高い作品である。金閣寺の美に憑りつかれた学僧が、それに放火するまでの経緯を一人称告白体の形で綴ってゆく物語で、戦中戦後の時代を背景に、重度の吃音症の宿命、人生との間に立ちはだかる金閣の美への呪詛と執着のアンビバレントな心理や観念が、硬質で精緻な文体で綴られている。それまで三島に対し懐疑的否定的な評価をしていた旧文壇の主流派や左翼系の作家も高評価をし、名実ともに三島が日本文学の代表的作家の地位を築いた作品である。
1956年（昭和31年）、文芸雑誌『新潮』1月号から10月号に連載された。単行本は同年10月30日に新潮社より刊行され、15万部のベストセラーとなった。読売新聞アンケートで、昭和31年度ベストワンに選ばれ、第8回（1956年度）読売文学賞（小説部門）を受賞した。文庫版は新潮文庫で刊行され、2020年11月時点で累計売上361万8千部を記録しているロングセラー小説でもある。翻訳版は1959年（昭和34年）のアイヴァン・モリス訳（英題：The Temple of the Golden Pavilion）をはじめ、世界各国多数で刊行され、1964年度の第4回国際文学賞で第2位を受賞した。

## 執筆背景・動機

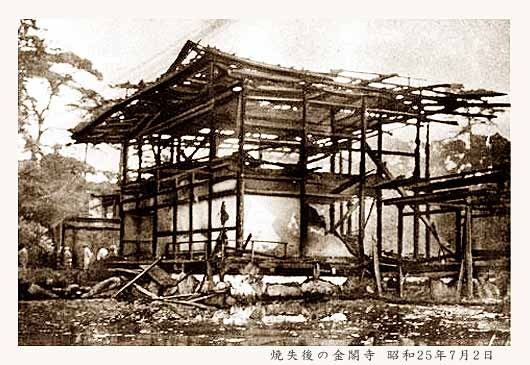
焼失後の金閣寺

### 題材・モデル
『金閣寺』の題材は、1950年（昭和25年）7月2日未明に実際に起きた「金閣寺放火事件」から取られたが、三島独自の人物造型、観念を加え構築し、文学作品として構成している。三島の没後30年の2000年（平成12年）に全公開された「『金閣寺』創作ノート」には、より詳細な構想の過程が見て取れる。構想には、「金閣寺放火事件」について小林秀雄が述べたエッセイ「金閣焼亡」（1950年9月）からの刺激もあったとされる。また奥野健男が『太宰治論』を書く際に参考にしたミンコフスキー著の『精神分裂病』(La schizophrénie) を勧められ、『金閣寺』の執筆以前に読んでいたとされる。
1955年（昭和30年）9月から、肉体改造（ボディビル）に乗り出した三島（当時30歳）は、「行為」の意味を模索し始め、その5年前に起った「金閣寺放火事件」の犯人・林養賢の犯罪事件（美に対する反感）を、「美への行為」と見なすことで、そこに三島自身の問題性、文学的モチーフを盛り込み、自らの人生の主題を賭ける新たな素材とした。また「創作ノート」には、〈林養賢は書かざる芸術家、犯罪の天才〉という記述も見られ、戦後社会の風潮に違和感を持っていた三島が、「犯罪の形で表れる若者のプロテスト」に親近感を抱いていたと佐藤秀明は解説している。
三島は同年11月に京都に赴いたが、金閣寺（鹿苑寺）の直接取材や面談は断られたため、同じ臨済宗異派の妙心寺に泊まり、若い修行僧の生活を調べた。金閣寺周辺取材について三島は、〈それこそ舐めるやうにスケッチして歩いた〉と語り、南禅寺、大谷大学、舞鶴近郊の成生岬、由良川河口も丹念に文章スケッチされ、五番町などは実際に遊廓の一軒に上がり、二階の部屋の内部の様子や、中庭に干された洗濯物までも詳細に記述されている。さらに、どうやって調査したのか、直接取材を断られたにもかかわらず、金閣寺内の間取りや畳数を記した室内図や作業場内部の図まで克明に描かれている。
なお、金閣寺の前で雪の上の娼婦を踏みつける場面は、歌舞伎『祇園祭礼信仰記』の「北山金閣寺の場」で松永大膳が雪舟の孫娘・雪姫（清原雪信がモデル）を金閣寺の前で足蹴にする場面をヒントに創作したことを三島は村松剛に言っていたとされる。

### 実際の事件との違い
「金閣寺放火事件」の犯人・林養賢も作中の〈私〉同様、吃音であるなど共通点があり、実際の事件に仮託してはいるが、事実はあくまで創作の契機と素材をあたえたにとどまり、小説『金閣寺』は一個の文学作品であるから当然ではあるが、作中の人物はもとより、〈私〉の行動などは事実とはかなり異なる。一例として、終結部分で、〈私〉は生きようとして小刀とカルモチン（催眠剤）を投げ捨てているが、林養賢は、山中でカルモチンを飲んだ上、小刀で切腹した（未遂に終わる）。
なお、この終結部に関して三島は、小林秀雄から「どうして殺さなかったのかね、あの人を」と質問され、〈小説で人を殺した経験は大分ありますが、どうも人を殺すのはむつかしい〉、〈生かすべき所で殺しちゃったり、殺すべき所で生かしちゃって、計画が齟齬したということがありますね。あれは殺しちゃったほうがよかったんですね〉、〈でも、ぼく、人間がこれから生きようとするとき牢屋しかない、というのが、ちょっと狙いだったんです〉と語っている。

### 文体・自己改造
文体は硬質で理知的なものとなっており、三島は『金閣寺』連載中、自身の文体の変遷について、森鷗外の〈清澄な知的文体〉、〈感受性の一トかけらもなく、あるひはそれが完全に抑圧されて〉いる文体を模写することで、〈自分を改造しようと試みた〉とし、〈感性的なものから知的なものへ、女性的なものから男性的なものへ〉、〈個性的であるよりも普遍的〉なものを目指したと語り、〈作家にとつての文体は、作家のザインを現はすものではなく、常にゾルレンを現はすものだ〉とし、自らが在るべきだと思う在り方（ゾルレン）を示すのが文体であり、その〈知的努力〉が主題と関わりを持てるとしている。
『金閣寺』の基本構造は、主人公が自身の過去を振り返って告白するという設定で、これは『仮面の告白』の構造に似ていることがよく指摘されている。三島は『金閣寺』刊行から約2年半後、〈やつと私は、自分の気質を完全に利用して、それを思想に晶化させようとする試みに安心して立戻っており、それは曲がりなりにも成功して〉と述べており、『仮面の告白』同様、『金閣寺』でも、自らのこれまでの気質や、実人生と相反する美学を克服し、次の段階を志向していた作品と見られている。
三島は『金閣寺』について、〈美という固定観念に追い詰められた男というのを、ぼくはあの中で芸術家の象徴みたいなつもりで書いた〉と語り、また、『金閣寺』の映画化作品『炎上』に主演した市川雷蔵へのコメントの中では、自作に賭けた思いを次のように述べている。

## あらすじ
日本海へ突き出た成生岬の辺鄙な貧しい寺に生まれた溝口（「私」）は、僧侶である父から、金閣ほど美しいものはこの世にないと聞かされて育った。父から繰り返し聞く金閣寺の話は、常に完璧な美としての金閣であり、溝口は金閣を夢想しながら地上最高の美として思い描いていた。
体も弱く、生来の吃音のため自己の意思や感情の表現がうまくできない溝口は、皆にからかわれ、極度の引っ込み思案となり、人に親しまれず、内攻したコンプレックスのために、海軍機関学校に行った先輩が持っていた美しい短剣の鞘に醜い傷をつけたこともあった。また、官能的で美しい娘・有為子に嘲られ、軽蔑されたこともあり、女と自分とのあいだに精神的な高い壁を感じ、青春期らしい明るさも恋愛もなく生きていた。
やがて溝口は、病弱であった父の勧めで、父の修行時代の知人が住職を務める金閣寺に入り、修行生活を始めることとなった。金閣をまだ見ていなかった時は、金閣の美を恣に想像していたが、実物を目の前にして見てみると心象の金閣ほど美しくはなかった。しかし戦況が激化する中、金閣も自分も共に空襲で焼け死ぬかもしれない同じ運命に思いを馳せると、金閣は悲劇的な美に輝いた。
溝口は、室町時代から続く金閣寺が永劫的と見られながらも、実はいつ破壊されるとも限らない、完璧で永遠の儚い美として捉え、その観念は自己の不遇と孤独の中で実際の金閣よりも遙かに強力な精神的な美として象徴化され、固定化されていた。一方、病み衰えていた父が死んでから母は、一生懸命勉強して金閣寺の住職になれと溝口に野望の火を焚きつけようとする。母はかつて、溝口が13の時のある夜、同じ蚊帳の中で父と子も寝ているそばで、親戚の男と交わっていた。目が覚めた息子の目を、父は後ろから手で目隠しをした。
同じ徒弟生活で出会った同学の鶴川は、溝口と対照的な明るい青年だった。彼は溝口の吃音を馬鹿にしない唯一の友であり、溝口の心の陰画を陽画に変えてしまう存在でもあった。戦争末期のある日、二人は南禅寺の天授庵の茶室で、一人の美しい女が軍服の若い陸軍士官に茶を供しているのを見た。女は男に促され、自身の乳房から乳を鶯色の茶に注いだ。溝口はその女に有為子を重ねた。
やがて、戦争が終わり、金閣と「私」（溝口）とが同じ世界に住んでいるという夢想も崩れた。金閣寺のまわりには娼婦を乗せた米兵のジープなど俗世のみだらな風俗が群がるにいたった。溝口は住職の老師の計らいで入学した大谷大学（仏教系大学）で、両足に内反足の障害をもち、ぬかるみの中を一歩一歩進むような不自由な歩行で移動し、いつも裏庭で一人離れて弁当を食べている級友・柏木と出会う。
一見した柏木の障害に自分の吃音を重ね合わせ、僅かな友人を求めるべく話しかけた溝口だったが、柏木は女を扱うことにかけては詐欺師的な巧みさを持ち、障害を逆手にして高い階層の女も籠絡している男であった。障害を斜に構えつつも克服し、確信犯的に他人への心の揺さぶりを重ねることでふてぶてしく生きる柏木を、一旦感銘しながらも不自然で刺々しい生き方だと溝口は思ったが、精神的な距離を置きつつ友人となった。柏木の批評はいつも辛辣で、溝口の心の揺れや卑怯も鋭く指摘した。溝口は、そんな柏木から女を紹介されるが、女を抱こうとした時、目の前に金閣の幻影が立ち現れ、失敗に終わった。
もう一人の友人の鶴川が死んだ。「事故」ということだった。溝口の孤独な生活が又はじまった。しかしそんな中でも、柏木から禅問答「南泉斬猫」を巡る彼の持論解釈を聞いたり、尺八を教えて貰ったりすることで、まがりなりにも若い自分の人生の1ページを刻み、「外界」との通路を持つ柏木から学ぶことで「人生」を生きようとしていた。そして再び、柏木の計らいで、女を抱く機会を与えられる。その女はいつか天授庵の茶室で見たあの女だった。しかし、またしても女の乳房の前に金閣が出現し、溝口は不能に終わる。溝口は金閣に対し憎しみを抱くようになる。
溝口が女の美を目の前にすると、いつも金閣が現れていたが、溝口はある日、菊の花と戯れる蜂を見ている時、自分が蜂の目になって、菊（女、官能の対象）を見るように空想する。その時、ふと、自分が蜂でなく人間の目に還ると、それはただの「菊」に変貌した。その蜂の目を離れた時こそ、自分が金閣の目をわがものにしてしまい、生（女）と自分の間に金閣が現れ、性的な自己の存在を無価値化してしまうという構造に行きつく。
このように金閣（虚無）の目で見、変貌した世界では、金閣だけが形態を保持し、美を占領し、この余のものを砂塵に帰してしまうことを溝口はおぼろげながら確信してゆく。
正月のある日、溝口は雑踏の中で、女（芸妓）を連れて歩く老師に偶然、行き会った。尾行されたと誤解した老師は溝口を叱咤した。しかし翌日に呼び出しもなく、溝口には釈明の機会もなかった。その後も無言の放任が続き、溝口を苦しませた。以前、溝口が米兵に命令され娼婦を踏みつけ、後で女からゆすられた時も老師はなぜか溝口を不問に附していた。溝口は老師を試そうと、愛人の芸妓の写真を、老師が読む朝刊にはさみ、憎しみを誘うことで老師との対峙を待った。自ら、後継住職になる望みを永久に失うことになるようなことをし、その一方、溝口は人間同士が理解し合う劇的な熱情の場面も夢想し、老師からゆるされ和解した自分が鶴川のような明るい感情になることさえ夢みていた。だが写真は無言で溝口の机の抽斗に戻された。
これらのわだかまりが累積し、次第に溝口は学業の成績も落ち、大学も休みがちになっていった。溝口は自ら決定的に将来の望みを断ち切ってゆく。学校からの注意が老師にもいった。寺に修行に来た当初は父の縁故で老師に引き立てられ、ゆくゆくは後継にと目されていた溝口だったが、ついに老師から、もう後継にする心づもりはないとはっきり宣告された。老師は溝口に、芸妓の一件のことについても、「知っておるのがどうした」と開き直った。
溝口は柏木から金を借り、寺から家出した。舞鶴湾に向かい由良川から裏日本海の荒れる海を眺め、溝口はそこで、「金閣を焼かねばならぬ」という想念の啓示に搏たれる。由良の宿で不審に思われた溝口は警官に連れられ金閣寺に戻された。息子が金閣寺住職になることに強い期待を抱いていた母は、必死に住職に謝ることで息子の将来をつなごうとあがいていた。醜く歪んだ母の顔に、溝口は「不治の希望」の醜さを見る。
孤独を増す溝口に、柏木は破滅的なものを感じ、鶴川から死の直前に届いた手紙を見せる。溝口には柏木との交友を非難しながらも、鶴川は、自殺の前に柏木のみに本心を打ち明けていたのだった。鶴川のことを、翳りのない心を持っていると認識し信じていた溝口にとって、それは少なからず衝撃であった。柏木は溝口に、「この世界を変貌させるのは認識だ」と説く。しかし、これに対し溝口は、「世界を変貌させるのは行為なんだ」と反駁する。
溝口は、老師が訓戒を垂れる代わりに施した金で五番町の遊廓に女を買いに行った。金閣を焼こうという決心は死の準備に似ていた。万一のときのためカルチモン（催眠薬）と小刀も買った。その日が来た。その夜は、寺に福井県龍法寺の禅海和尚が来訪していた。溝口は和尚に「私を見抜いてください」と言うが、和尚は「見抜く必要はない。みんなお前の面上にあらわれておる」と答える。溝口はその言葉に、初めて空白になり、「隈なく理解された」と感じ行動の勇気が湧く。
溝口は、金閣寺放火の行為の一歩手前にいた。そのとき眺めた金閣寺は、燦然ときらめく幻の金閣と、闇の中の現実の金閣が一致し、たぐいない虚無の美しさにかがやいていた。溝口は金閣寺に火を点けた。燃え盛る金閣の中で溝口は突然、究竟頂で死のうとするが扉はどうしても開かなかった。拒まれていると確実に意識した溝口は、戸外に飛び出し山の方へ駆けた。火の粉の舞う夜空を、膝を組んで眺めた溝口は煙草を喫み、ひと仕事を終え一服する人がよくそう思うように、「生きよう」と思った。

## 文壇での反響
『金閣寺』は刊行同年の12月25日付の読売新聞の「1956年読売ベスト・スリー」に、選考員10名中全員（荒正人、伊藤整、臼井吉見、亀井勝一郎、河盛好蔵、高橋義孝、平野謙、本多顕彰、山本健吉、吉田健一）の推薦を受けて選ばれ、この票をまとめた中村光夫も「古典の風格」と高評価した。
当時の他の作家や文芸評論家たちの反響も総じて良好で、連載中から「傑作」と称され、評価が高かった。戦後派文学に対し懐疑的で黙殺していた旧『文學界』同人や鎌倉文士を中心とした主流派の文学者も、三島を自分たちの正統な後継者と認め出し、それまで珍奇な異常児扱いであった三島が一目置かれるようになった。また三島を日本浪漫派の「狂い咲きの徒花」、ブルジョア芸術派と敵視していた左翼文学者たちも、三島の才能や実力をそれなりに認めるようになった。
ごく一部には、観念が独走しているといった坂上弘の辛口評もあるが、雑誌の合評では、柏木の人物造型に「無理」があるという意見もありながらも、観念小説として計算が行き届いていることや、「幼時から父は、私によく、金閣のことを語つた」に始まる出だしの部分が優れていることが指摘され、平野謙の、「今は文学作品が非常に少なくなつてゐるけれど、これは文学作品だ」という意見に対し、中島健蔵、安部公房も同意し、中島は、「これからの小説を書かうといふ人のためにこれを教材にするといいね」と述べている。安部公房は、「この小説には、たしかに観念を追うと同時に、非観念の世界にくいこんでいこうとする意図がある」と評している。
それまで三島作品に対して辛口ぎみだった臼井吉見も、「三島として稀なる傑作」だと評し、社会ダネを材料にして「これだけ自分を表現しきつたところに感心した」と述べている。中村光夫は、『太陽の季節』どころでない「危険性」のある作品、「大変な毒のある小説」だと評し、河上徹太郎は、これは「足で書いている作品」だと読み、そこが「偉いんだね」と、その労を褒めて、「画期的な大犯罪を彼のファンタジーが足でやつたんだよ」と高い評価をしている。小林秀雄は、『金閣寺』についてドストエフスキーの『罪と罰』と比較し、小説にするなら「焼いてからのことを書かなきゃ、小説にならない」ため、「小説っていうよりむしろ抒情詩」だとし、「君のラスコルニコフは動機という主観の中に立てこもっているのだから、抒情的には非常に美しい所が出て来る」と評しつつ、三島が「抒情詩」という意図で書いたと思うと述べながら、三島の「魔的」な「才能」の力を認めて、三島の「感じ方とか才能の性質」に、「何か新しい横光利一みたいな所がある」と述べている。

## 作品評価・研究
三島文学の金字塔、近代日本文学の傑作として評価が定着している『金閣寺』には、数多くの評論や研究分析が尽きることなく、文芸的なもの、三島の気質や人生との関係から捉えたもの、実際の放火事件と比較したもの、精神分析的な見地のもの、語りの性質、小説の構造や論理を解明したもの、など多岐にわたっている。まとまった論文で最初のものは、三島と同時代の作家・中村光夫の評論があり、三島の破滅願望やそれが不可能となった戦後社会に対する反感を看取しながら分析したものの先駆としては野口武彦や磯田光一の論がある。
『金閣寺』を三島の作品の中でも「出色の作」「傑作」と評する中村光夫は、三島が自身で、本職の小説を書くときより戯曲の方が〈はるかに大胆素直に告白できる〉とし、それが〈現在の私にとつて、詩作の代用をしてゐるからであらう〉と語っていることから、三島が従来の常識とは逆に、「枠のしっかりきめられた」形式の方が、「ポエジー（詩）」=「告白」ができることを鑑み、実際に起った事件という明確な「輪郭」の制約も、同じくその形式の役割をなすとし、『金閣寺』も「金閣寺放火事件」という「事実」（ノンフィクション）の「仮面」により、三島の「大胆素直な告白」を可能にしていると解説している。
そして、この事件に「自己を含めた時代の狂気の〈象徴〉」を見出し、それを「確実に所有するために、この〈象徴〉を芸術によって再現すること」を希った三島にとって、「現代で正気を保つ方法は、その狂気を芸術的に生きて見るほかはなかった」と中村は考察し、三島が放火僧の青年に同時代人としての「連帯感」を感じ、その狂気に「挫折した英雄の行為」を見ているゆえに、主人公の「内面生活」を、自身の「内面の論理で代償することほど自然なこと」はなく、「自分の文体で彼に告白させている」ため、そこには三島自身も「なかばしか意識しない〈詩〉が生まれている」とし、この三島が試みた「偽者の告白」ともいえる「自我の社会化」は、「日本の小説の方法の上でひとつのすぐれた達成である」と解説している。
佐伯彰一は、三島の諸作品に見られる「敗戦による断絶の意識」は『金閣寺』の中にも、「重要な劇的な契機」としてあり、「日本の伝統美の象徴」を放火するに至る主人公の「内的な動因」の中に、「敗戦は欠くべからざる重要な一環」としてしっかり組みこまれ、それが主人公にとって、金閣の「永続的な伝統美を一きわ魅力的なもの」とすると同時に、「やり切れぬ反撥をもかき立てずにおかぬもの」とする要因の一つになると解説している。そしてそれは、敗戦下の「頼るべきものを失った日本人」にとり、「自国の美的伝統」が、「自信回復のためのほとんど唯一の手掛り」であったと同時に、「焦ら立たしいかぎりの内的呪縛の象徴」と映った奇妙な「二重性」とも重なり、「そうした伝統に対する愛憎共存の微妙なアンビヴァレンス」を、三島は『金閣寺』において、まことに鮮やかに小説化して見せた」と佐伯は評している。
伊藤勝彦は、「戦時下の非日常」と「戦後の日常性」とで、金閣の像が大きく変貌する点から三島の問題性を捉え、主人公が終戦の日に〈金閣と私との関係は絶たれた〉と実感し、〈美がそこにをり、私はこちらにゐるといふ事態〉が再現された戦後の金閣に、〈不満と焦燥を覚え〉、〈疎外された〉ことに着目しながら、戦時下における軍人たちが求めた「自我滅却の栄光の根拠」である「絶対者」への帰一が、「一つの世界の全体を象徴しうるようなもの」（「神格天皇」）という形であったことを鑑みつつ、そういった性質の「自分を超えた絶対者」「絶対の他者」という存在が、常に三島の前に厳然とあり、その「他者と自己との間の橋を見いだすこと」が、三島の「唯一の文学的課題」だったとし、「自分はこちら側におり、向うには永遠に自分を拒みつづけている世界」があり、「それから隔てられてある」ことは三島にとって耐えがたく、それゆえに、「相手をこわしてもいいから、その中に没入してゆきたいと思う」のが、『金閣寺』のテーマだと考察している。
そして「完璧な全体性」はこの世で絶対不可能であり、三島にとって「神としての天皇」も、「自分がそれから拒まれているところの〈なにものか〉」であり、〈金閣寺（美）と私〉という関係は、〈天皇と私〉という関係に置き換えられると伊藤は考察し、三島の実人生を鑑みて、「三島はずっと戦時下の理念を引きずって生きてきた男であった」と述べ、以下のように論じている。
田坂昂は、〈美〉が〈金閣〉、〈人生〉が〈女〉によって象徴され、主人公が「人生における異常者・異端者」の象徴となり、その構造が『仮面の告白』と相似性があることや、「〈金閣〉と〈私〉との関係」が「〈私〉の存在の根本的規定を示すメルクマール（指標）」であり、それがまた「〈世界〉と〈私〉との関係」と相関関係の中にあるという視点から『金閣寺』の論理を考察し、美の象徴である金閣が、「現実の金閣」と「心象の金閣」とに分裂するのと同様、世界も〈私〉の「内界」と「外界」に分裂し、「それらが統一的にあらわれるためには何かの契機が必要なのである」と説明しながら、「世界が滅びる日」といった「危機的状況」こそが、〈私〉から疎外感を消し去り、「現実の金閣」が「心象の金閣」と重なり、美しく光り輝く時となると論考している。
そして金閣が放火される直前に、〈虚無がこの美の構造だつたのだ〉と記され、溝口が金閣の前で、米兵の女を踏んだ時の記憶を〈悪の煌めき〉と呼んでいることから田坂は、「美とは虚無であり、虚無が金閣の美の構造であり、美とはまた悪」でもあるとし、「美・悪・虚無の三位一体のうえにそれを象徴して立つ建築」が金閣であり、その「美の世界」に完全に縛られてしまえば、「完全に自閉して、現実の人生とは完全に絶たれた世界の住人」となるが、〈私〉は〈美〉に惹かれながらも、その「呪縛」を脱し、〈人生〉へ行きたいという欲求も持ち、そこに「〈私〉の金閣にたいする愛憎併存」があると解説している。
また田坂は、主人公が人生（女）への〈関門〉をくぐろうとすると現れる金閣は、〈人生への渇望の虚しさ〉を知らせる告知者であり、その出現により、人生は〈塵のやうに飛び立つ〉てしまうのは、美の目から見た人生が「俗塵」にすぎず、金閣の出現の意味は、「〈美の永遠的な存在が真にわれわれの人生を拒み、生を毒する〉ものとしてあらわれること」であり、その毒は〈生そのものも、滅亡の白茶けた光りの下に露呈してしまふ〉という」構図を解説し、結びの一句〈生きようと私は思つた〉の「生」については、作中で主人公・溝口が言う〈別誂への、私特製の、未開の生がはじまるだらう〉という「掴みどころがない」生の意味を、「ほとんど人生とは無縁」に思えるとし、「〈生きる〉としても、それは生なのか死なのかわかちがたいような〈生きる〉なのである」と考察している。
橋川文三は、自身が三島と同世代だという立場から、三島が「戦中戦後の青年の血腥い精神史」、「自己の精神史」を精確に「告白」する見事な語り手であり、稀な存在だという視点で考察し、戦時中に少年・青年であった者にとり戦争は、「あるやましい浄福の感情なしには思いおこせないもの」で、それは「異教的な秘宴（オルギア）の記憶、聖別された犯罪の陶酔感をともなう回想」であり、「永遠につづく休日の印象」だったと振り返り、その「倒錯した恣意の時代」では、三島が海軍工廠の寮で〈小さな孤独な美的趣味に熱中〉することも、何ら「非愛国的異端」でありえなかったとし、以下の『金閣寺』の記述を引きながら、少年たちにとり敗戦は「不吉な啓示」であり、「死の共同体」から「日常的で無意味なもう一つの死――いわば相対化された市民的な死がおとずれるまで、生活を支配する人間的な時間」が始まり、その平和は「どこか〈異常〉で明晰さを欠いていた」と当時を分析しながら、徐々に確立する平和の「底意の知れぬ支配」により、「三島の美学が権利を感じ始める」と解説している。
敗戦は私にとつては、かうした絶望の体験に他ならなかつた。今も私の前には、八月十五日の焔のやうな夏の光りが見える。すべての価値が崩壊したと人は言ふが、私の内にはその逆に、永遠が目ざめ、蘇り、その権利を主張した。—三島由紀夫『金閣寺』
そして橋川は、「金閣寺と主人公の共生」が断たれた敗戦の日、金閣寺は、「失われた恩寵の時間を凝縮して、永遠の呪詛のような美に化生」し、主人公は、「美の此岸にとりのこされ、もはや何ごととも共生することができない」という関係性が描かれているところは、「戦中から戦後へかけての青年の絶望と孤独の姿が、比類ない正確さで描き出されて」いるとし、以下のように解説している。

※上節と同様、解説文において三島自身の言葉の引用部は〈　〉にしています（他の作家や評者の論文からの引用部との区別のため）。

## エピソード
- 三島は『金閣寺』の取材のため、南禅寺ちかくの宿に泊まっていたが、同じ宿には伴淳三郎も偶然泊まっていたという。三島は、〈同宿の伴淳三郎氏と知り合ひになり、ときどき声をかけ合つて、愉快に暮した〉と述べている[16]。
- 10万部を突破した記念として担当編集者の発案で革装の特装本が作られた[33]。新潮社ではこれ以降、10万部を突破した記念に革装本を作るのが恒例となった[33]。
- 三島が『新潮』編集者の菅原国隆に手渡したとされる6月13日付の未発表書簡が発見されていたことが2024年11月に報じられた。1955年（昭和30年）のものと推定される、その手紙に綴られた当初の構想では、作品の題名は「人間病」であったという。三島は〈題は「人間病」（人間存在という病気の治療法について）あるひは「人間病院」といふのです〉と菅原に伝えていた[34]。

## おもな刊行本

### 単行本
- 『金閣寺』（新潮社、1956年10月30日） NCID BN0930869X
  - カバー装幀：今野忠一。紙装。薄青色帯。263頁
  - ※ 私家限定本（総革装。天金。検印紙なし。見返しマーブル紙使用。）4部あり。これは10万部を超したときの、新潮社から三島へのプレゼント。
- 限定版『金閣寺』（新潮社、1956年10月30日） 限定200部（署名入） 
  - 装幀：寺元美茂。総革装。三方金。貼函。巻紙。家紋金箔押し。奥付および函の巻紙に限定番号記番。見返しに署名。263頁
  - ※ 200部のうち、20部は無番号で著者家蔵本。
- 文庫版 『金閣寺』（新潮文庫、1960年9月15日。改版1967年3月20日、1987年5月25日、2003年5月30日、2020年11月1日）
  - カバー装幀：今野忠一。白色帯。解説：中村光夫
  - ※ 改版1987年より、新たに佐伯彰一「人と文学」、注解（田中美代子）、年譜が記載。
  - ※ 改版2003年より、カバーを速水御舟『炎舞』に改装。
  - ※ 改版2020年より、新たに恩田陸解説を追加。
- 1968年、1973年に学校図書館用セットの一冊で、クロス装文庫版
- 大活字本『金閣寺 上』（埼玉福祉会、1984年10月10日） 限定500部
  - 装幀：関昭夫。紙装。A5判。
  - 第1章 - 第5章。本文末に注解。
- 大活字本『金閣寺 下』（埼玉福祉会、1984年10月10日） 限定500部
  - 装幀：関昭夫。紙装。A5判。
  - 第6章 - 第10章。本文末に注解。中村光夫解説、佐伯彰一「人と文学」
- 新装版『金閣寺』（新潮社、1990年9月10日）
  - 装幀：菊地信義。紙装。筒函。函（裏）にアニー・ティッキ、中沢新一による作品評あり。
- 英文版『The Temple of the Golden Pavilion』（訳：アイヴァン・モリス）（Penguin Books Ltd; New版、1987年7月）。他多数。

### 全集
- 『三島由紀夫全集10巻（小説X）』（新潮社、1973年4月25日）
  - 装幀：杉山寧。四六判。背革紙継ぎ装。貼函。
  - 月報：芥川比呂志「稽古場の三島由紀夫氏」。《評伝・三島由紀夫 1》佐伯彰一「二つの遺書（その1）」。《同時代評から 1》虫明亜呂無「主として『金閣寺』をめぐって」
  - 収録作品：「金閣寺」「十九歳」「施餓鬼舟」「橋づくし」「女方」「美徳のよろめき」「貴顕」「百万円煎餅」「スタア」
  - ※ 同一内容で豪華限定版（装幀：杉山寧。総革装。天金。緑革貼函。段ボール夫婦外函。A5変型版。本文2色刷。）が1,000部あり。
- 『決定版 三島由紀夫全集6巻 長編6』（新潮社、2001年5月10日）
  - 装幀：新潮社装幀室。装画：柄澤齊。四六判。貼函。布クロス装。丸背。箔押し2色。
  - 月報： 徳岡孝夫「唯識、法相……心々ですさかい」。高橋睦郎「三島由紀夫のエラボレーション」。［小説の創り方6］田中美代子「奈落の階梯」
  - 収録作品：「金閣寺」「永すぎた春」「美徳のよろめき」「『金閣寺』創作ノート」

## 関連小説・関連本
三島の『金閣寺』に触発された水上勉は、この6年後に同じ事件を題材とした長編小説『五番町夕霧楼』（文藝春秋新社、1962年）を、ノンフィクション的作品『金閣炎上』（新潮社、1979年）を発表した。なお作家酒井順子は、この生まれも育ちも対照的な三島と水上勉の両者の作品を『金閣寺の燃やし方』（講談社、2010年）で比較している。また、放火の日本文学の系譜を描いた評論に多田道太郎の『変身 放火論』（講談社、1998年）や、金閣寺の放火僧・林養賢と三島を比較した内海健の『金閣を焼かなければならぬ 林養賢と三島由紀夫』（河出書房新社、2020年）などがある。
なお、中村光夫、三好行雄らをはじめとする数多い『金閣寺』の文学作品論17篇を収録した『三島由紀夫『金閣寺』作品論集』（佐藤秀明編、クレス出版、2002年）がある。

## 映画化
- 『炎上』（大映京都） 1958年（昭和33年）8月封切。モノクロ 1時間39分。
  - 脚本：和田夏十。監督：市川崑。音楽：黛敏郎
  - 出演：市川雷蔵（私 = 溝口吾市）、仲代達矢（戸刈（柏木））、中村鴈治郎（老師）、北林谷栄（溝口の母）、新珠三千代（生花の師匠）、中村玉緒（遊女・まり子）、浜村純（溝口の父）、舟木洋一（鶴川）、ほか
- 『金閣寺』（映像京都 = ATG） 1976年（昭和51年）7月封切。カラー 1時間49分。
  - 脚本・監督：高林陽一
  - 出演：篠田三郎（溝口）、柴俊夫（鶴川）、横光勝彦（柏木）、島村佳江（有為子）、市原悦子（溝口の母）、内田朝雄（老師）、テレサ野田（遊女・まり子）、加賀まりこ（生花の師匠）、ほか
- 『Mishima: A Life In Four Chapters』 1985年（昭和60年） カラー/モノクロ 2時間1分。日本未公開
  - 製作会社：フィルムリンク・インターナショナル、アメリカン・ゾエトロープ、ルーカスフィルム
  - 監督：ポール・シュレイダー。音楽：フィリップ・グラス。美術：石岡瑛子
  - 出演：五代目坂東八十助（十代目坂東三津五郎）（溝口）、佐藤浩市（柏木）、萬田久子（遊女・まり子）、ほか
  - ※ 第1部「美 (beauty)」内で、一部分の挿話のみを映像化。

## 舞台化
- 新派『金閣寺』
  - 1957年（昭和32年）5月5日 - 29日 新橋演舞場
  - 脚色・演出：村山知義
  - 出演：花柳喜章、花柳武始、ほか
- オペラ『金閣寺』
  - 作曲：黛敏郎。脚本：クラウス・H・ヘンネベルク
    - ベルリン・ドイツ・オペラ委属作品。
    - リブレットはドイツ語。
    - オペラという性格上、主人公の設定が原作の吃音障害から手の障害へと変更されている。
    - 金閣寺は臨済宗だが、全曲の終盤には黛自身の過去の代表作『涅槃交響曲』の男声合唱に用いられた天台宗の読経『首楞厳神咒』が引用されている。本作では混声合唱である。
    - 黛は上述の『炎上』でも音楽を担当している。

  - 初演 1976年（昭和51年）6月23日、25日、27日 ベルリン・ドイツ・オペラ
    - 演出：G・R・ゼルナー。指揮：カルパール・リヒター
    - 出演：ウィリアム・ドゥーリー、ドナルド・グローベー、ほか

  - 演奏会形式日本初演 1982年（昭和57年）10月18日
  - 舞台形式日本初演 1991年（平成3年）3月3日、8日 Bunkamura オーチャードホール[36]
    - 三島由紀夫没後20年グスタフ・ルドルフ・ゼルナー追悼公演
    - 演出：ヴィンフリート・バウェルンファイント。指揮：岩城宏之
    - 出演：勝部太、松本進、ほか
    - ※ 1994年 （平成6年）10月、フォンテックより舞台録音のCD発売。

  - 1997年（平成9年）11月27日、29日 大阪音楽大学ザ・カレッジ・オペラハウス[37]
    - 指揮：岩城宏之。演出：栗山昌良
    - 出演：井原秀人、油井宏隆、ほか
    - 黛敏郎追悼公演。
    - 1997年（平成9年）12月、NHK衛星第2テレビで録画放送。
    - 1999年（平成11年）9月3日、5日に東京文化会館で[38]、1999年（平成11年）12月5日、滋賀県立芸術劇場 びわ湖ホールで再演[39]。

  - 2015年12月5日、6日 神奈川県民ホール[40]
    - 指揮: 下野竜也。演出: 田尾下哲
      - 日本での上演に際し通例でカットされていた第4幕第3場がノーカットで上演されたが、代わりに柏木が尺八を吹いて溝口に渡すシーンはカットされた[41]。

  - 2018年3月21日、24日、27日、29日、4月3日 フランス国立ラン歌劇場・ストラスブール
  - 同年4月13日、15日 フランス国立ラン歌劇場・ミュルーズ
  - 2019年2月22日 - 24日 東京文化会館[42]
    - 指揮：ポール・ダニエル（フランス公演）、マキシム・パスカル（日本公演）。演出：宮本亜門。制作：フランス国立ラン歌劇場、東京二期会
    - 出演：Simon Bailey、Paul Kaufmann、志村文彦、嘉目真木子、ほか
- 舞踊『金閣寺』
  - 1999年（平成11年）11月23日 東京グローブ座
  - 台本・振付・演出：本間直樹
  - 出演：山田薫、西岡正弘、ほか
- 舞台劇『金閣寺』
  - 演出：宮本亜門。原作翻案・脚本：セルジュ・ラモット
    - 2011年（平成23年）1月29日 - 2月14日 KAAT神奈川芸術劇場
      - 主演：森田剛、高岡蒼甫、大東駿介ほか

    - ※ 2011年7月21日 - 24日にNYリンカーン・センター・フェスティバル、2012年1月27日 - 2月12日に赤坂ACTシアター、1月19日 - 22日に梅田芸術劇場で再演。
    - 2014年（平成26年）4月5日 - 4月19日 PARCO STAGE
      - 脚本：伊藤ちひろ
      - 主演：柳楽優弥、水橋研二、水田航生、市川由衣、高橋長英、大西多摩恵、花王おさむ、山川冬樹、磯部勉、大駱駝艦（村松卓矢、湯山大一郎、若羽幸平、橋本まつり、小林優太、宮本正也）、岡田あがさ、天正彩

## ラジオドラマ化
- シネマ劇場『炎上』（ニッポン放送） 
  - 1958年（昭和33年）7月27日 - 8月17日（全4回）  毎週日曜日 21時30分 - 22時
  - 脚色：村山知義
  - 出演：木村功、信欣三、高野由美、山内明、来宮良子、谷晃、ほか
- 現代日本文学特集 第5夜『金閣寺』（NHKラジオ第2） 
  - 1959年（昭和34年）6月27日 20時 - 22時
  - 脚色：高橋昇之助。演出：香西久
  - 出演：神山繁、武田国久、林佐知子、武田国久、山内雅人、高橋正夫、吉田雅子、富永美沙子、ほか
  - ※ 第二部座談会「作品をめぐって」に三島由紀夫が出演。

## 音声資料
- オペラ『金閣寺』（フォンテック、1994年10月25日） - 舞台録音
  - CD2枚。ケース。ブックレット
  - 収録内容：金閣寺（作曲：黛敏郎。脚本：クラウス・H・ヘンネベルク。指揮：岩城宏之。演出：ヴィンフリート・バウェルンファイント。管弦楽：東京フィルハーモニー交響楽団。合唱：東京混声合唱団。）
  - ※1991年（平成3年）3月8日に東京・Bunkamura オーチャードホールで行われた「三島由紀夫没後20年グスタフ・ルドルフ・ゼルナー追悼公演」を録音したもの。
- ステレオ・ドラマ『金閣寺（サウンド文学館20）』（学習研究社パルナス、1995年12月20日）
  - CD1枚。ケース・デザイン：河村光一郎
  - 収録内容：金閣寺（脚色：小松幹生。音楽：奈切敏郎。演出：多田和弘。プロデューサー：皆川弘至。出演：岸田智史、高野由紀子。）
  - ※「サウンド文学館」全60巻（セット販売）の第20巻目。